# زمان

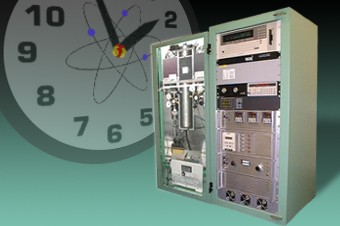
زمان بعدی فیزیکی

زَمان دنباله پیوسته هستی و رخدادهاست که ظاهراً در روند برگشت‌ناپذیری از گذشته تا کنون و از اکنون تا آینده رخ می‌دهند. زمان کمیت تشکیل‌دهنده اندازه‌گیری‌های گوناگونی است که برای تعیین توالی و طول رویدادها، یا بازهٔ زمانی بین آنها و همچنین سنجش نرخ تغییر کمیت‌ها در واقعیت مادی یا تجربه خودآگاه، به‌کار می‌روند. از زمان اغلب به عنوان بعد چهارم، در کنار ابعاد سه‌گانه فضا، یاد می‌شود.از نظر واژه‌شناسی ایرانی، زمان ریشه‌گرفته از واژهٔ زروان است که خدای زمان در ایران باستان بوده است.
زمان از دیرباز موضوع مهمی در دین، فلسفه و علم بوده است، اما ارائهٔ تعریفی برای آن، بدون رسیدن به دور و به شکلی که در همهٔ شاخه‌ها قابل استفاده باشد، دانشمندان را سخت مشغول کرده است. با این حال شاخه‌های مختلفی همچون کسب و کار، صنعت، علم و هنرهای نمایشی، هریک به شکلی، مفهومی از زمان را در دستگاه‌های اندازه‌گیری خود جای داده‌اند.
زمان در فیزیک به عنوان «آنچه که یک ساعت نمایش می‌دهد»؛ تعریف می‌شود.
ماهیت فیزیکی زمان را نظریه عام، برپایهٔ رویدادهای فضازمان توضیح می‌دهد. برخورد دو ذره، انفجار یک ابرنواختر یا نشستن یک سفینه فضایی، نمونه‌هایی از رویدادها هستند. به هر رویدادی می‌توان چهار عدد نسبت داد که زمان و مکان (مختصات محل رویداد) آن را مشخص می‌کنند. این مقادیر اما عددی برای ناظرهای مختلف، متفاوت هستند. در نسبیت عام، پرسش «اکنون چه زمانی است»، پرسشی است که معنایی نسبی و وابسته به یک ناظر خاص دارد.
زمان یکی از هفت کمیت بنیادی فیزیکی در هر دو دستگاه بین‌المللی یکاها (SI) و بین‌المللی کمیت‌ها (ISQ) است. واحد زمان در SI ثانیه است. زمان برای تعریف کمیت‌های دیگر مانند سرعت نیز به‌کار می‌رود و بنابراین تلاش برای تعریف زمان با استفاده از چنین کمیت‌هایی به دور در تعریف می‌رسد. تعریف‌های عملیاتی از زمان، که در آن مشاهده تعداد تکرار خاصی از یک رویداد متناوب استاندارد دیگر (مثل حرکت پاندول)، یکای زمان (مثل ثانیه) را مشخص می‌کند؛ هم در آزمایش‌های علمی پیشرفته و هم در مسائل روزمره بسیار پرکاربرد است.
تعریف عملیاتی زمان، ماهیت بنیادی آن را مشخص نمی‌کند و توضیح نمی‌دهد که چرا رویدادها در فضا می‌توانند به سمت جلو یا عقب روی دهند اما در زمان تنها حرکت به جلو امکانپذیر است. پژوهش در زمینهٔ رابطهٔ فضا و زمان توسط دانشمندان به تعریف فضازمان انجامید. نظریهٔ نسبیت عام مهم‌ترین چارچوب نظری برای درک چگونگی کارکرد فضازمان است. در نتیجه پیشرفت‌های نظری و تجربی در پژوهش‌های فضازمان، نشان داده شد که زمان در نزدیکی لبه‌های سیاه‌چاله‌ها می‌تواند کش بیاید.
زمان در دیدگاه اینشتین، بعد چهارم است که ما در آن شناورهستیم. از لحاظ تئوری، سفر به گذشته امکان‌پذیر نیست، به دلیل پارادوکس‌های بسیاری که وجود دارد، از جمله پارادوکس پدر بزرگ اما سفر در آینده، به کمک سفینه‌هایی با سرعتِ نزدیک به نور امکان‌پذیر می‌باشد و درمورد آن، اکثر دانشمندان، اتفاق نظر دارند.
طبق نظریهٔ اینشتین زمان و گرانش، با یکدیگر در ارتباط هستند، به طوری که، هر چه جرم بیشتر باشد، گرانش بیشتر است، در نتیجه زمان در آن مکان، سریع تر می‌گذرد.
طبق نظریه‌ها، گرانش در نقطهٔ تکینگی
سیاه‌چاله‌ها، به بینهایت می‌رسد، در نتیجه از دیده، شخصی که بیرون از تکینگی قرار دارد، اجسام نزدیک به تکینگی، بی حرکت به نظر می‌رسند، زیرا زمان در نزدیک یه تکینگی، بسیار سریع است.

## اندازه‌گیری زمان
شبانه روز به دو گونه متفاوت تقسیم شده است. یکی بر اساس گاه یا موقعیت خورشید و ماه و طول سایه بوده است. برای نمونه آریاییها و زرتشتیان شبانه روز را بر مبنای پنج‌گاه یعنی از برآمدن آفتاب تا نیمروز، از نیمروز تا سه ساعت پس از نیمروز، از ساعت سه پسین تا فرورفتن آفتاب، از فرورفتن آفتاب و پیدا شدن ستاره شامگاهی در آسمان تا نیمه شب و از نیمه شب تا برآمدن آفتاب.
و شیوه دیگر، تقسیم شبانه روز به ۲۴ ساعت یا پاس. طول شبانه روز (چه خورشیدی و چه نجومی) همیشه ۲۴ ساعت کامل نیست و در طول روزهای سال تا چند دقیقه کمتر یا بیشتر می‌شود که در قرارداد عموم و برای جلوگیری از ناهنجاری‌ها، همه شبانه روزها ۲۴ ساعت کامل فرض می‌شوند.
اندازه‌گیری‌های زمانی بسیاری از اهالی دانش و فناوری را به خود مشغول ساخته است. رویدادها و حرکت‌های متناوب در طول زمان‌های مختلف به عنوان یکاهای استاندارد زمان استفاده شده‌اند. برای مثال می‌توان به حرکت ظاهری خورشید در آسمان، حالات ماه، و حرکت پاندول یا ضربان قلب اشاره نمود. در حال حاضر یکای استاندارد زمان، ثانیه است که بر اساس اندازه‌گیری بسامد جهش الکترونی در اتم سزیم تعریف می‌شود. زمان اهمیت اجتماعی بالایی هم دارد؛ و باتوجه به محدودیت زمان شبانه روز و عمر انسان، دارای ارزش افتصادی و شخصی نیز هست. اصول عملیاتی استاندارد و قابلیت ردیابیTFSL واحدهای زمان و فرکانس و همچنین مقیاس زمانی را با استفاده از دو ساعت اتمی سزیمی خود - Hewlett Packard 5071A و Agilent 5071A که دومی را با تعریف آن بازتولید می‌کند، درک می‌کند. TFSL مانند سایر آزمایشگاه‌های دقیق زمان دنیا، اختلاف زمانی بین مقیاس زمانی خود و سیگنال‌های زمانی دریافتی از ماهواره‌های GPS را اندازه‌گیری و ثبت می‌کند. این به‌طور خودکار توسط سیستم‌های انتقال زمان TTS-2 و TTS-5 انجام می‌شود. داده‌های مقایسه‌ای به‌دست‌آمده به بخش زمان دفتر بین‌المللی وزن‌ها و اندازه‌ها (Bureau International des Poids et Mesures, BIPM) منتقل می‌شود، که داده‌های دریافت شده از آزمایشگاه‌های زمان‌بندی دقیق در سراسر جهان را پردازش می‌کند و مقیاس‌های زمانی TAI و UTC را تشکیل می‌دهد. UTC با مقداری عدد صحیح از ثانیه‌های کبیسه با TAI متفاوت است. که هر از گاهی به UTC اضافه می‌شوند تا انحراف آن از زمان نجومی تعیین شده توسط چرخش زمین کمتر از یک ثانیه حفظ شود. به این ترتیب، BIPM گزارشی به نام Circular T را تشکیل می‌دهد که تکامل تفاوت‌های بین UTC (و TAI) و زمان تحقق یافته توسط هر آزمایشگاه زمان بندی در جهان را نشان می‌دهد؛ بنابراین، همه آن آزمایشگاه‌ها در یک مقایسه بین‌المللی مستمر شرکت می‌کنند. 
یکای کمیت زمان در سیستم متریک ثانیه می‌باشد.
سایر واحدهای زمان عبارت‌اند از:
- دقیقه
- ساعت
- شبانه روز
- هفته
- ماه
- سال
- دهه
- قرن (سده)
- هزاره

## گذر کند زمان
این موضوع که مغز چگونه زمان را درک می‌کند، تا به حال ناشناخته مانده است. بارها برای همهٔ انسان‌ها پیش آمده که در بعضی لحظات زندگی، زمان به کندی می‌گذرد و به اصطلاح کش می‌آید. اکنون نتایج یک پژوهش نشان می‌دهد که در مغز ما مسیرهای ویژه‌ای از سلول‌های عصبی وجود دارد که با استفاده از آن‌ها، می‌توانیم گذشت ثانیه‌ها را حس کنیم. در پژوهش انجام‌شده، پژوهشگران برای داوطلبان نورهایی مانند فلش و بوق‌هایی ممتد را پخش کردند. سپس زمان این نورها و صداها را به تدریج اضافه کردند. نتیجه به دست آمده نشان می‌دهد که افزایش تدریجی باعث کش آمدن زمان می‌شد و تخمین‌ها طولانی‌تر بود. اما وقتی که این دو عامل به صورت ناگهانی زیاد شدند، تخمین‌ها رنگ و بوی واقعیت به خودشان گرفتند. به این ترتیب به نظر می‌رسد انتظار باعث کش‌آمدن زمان می‌شود.

## ابزارهای اندازه‌گیری زمان در گذشته‌ها
- ساعت شنی
- ساعت آفتابی
- ساعت آبی

## نگارخانه

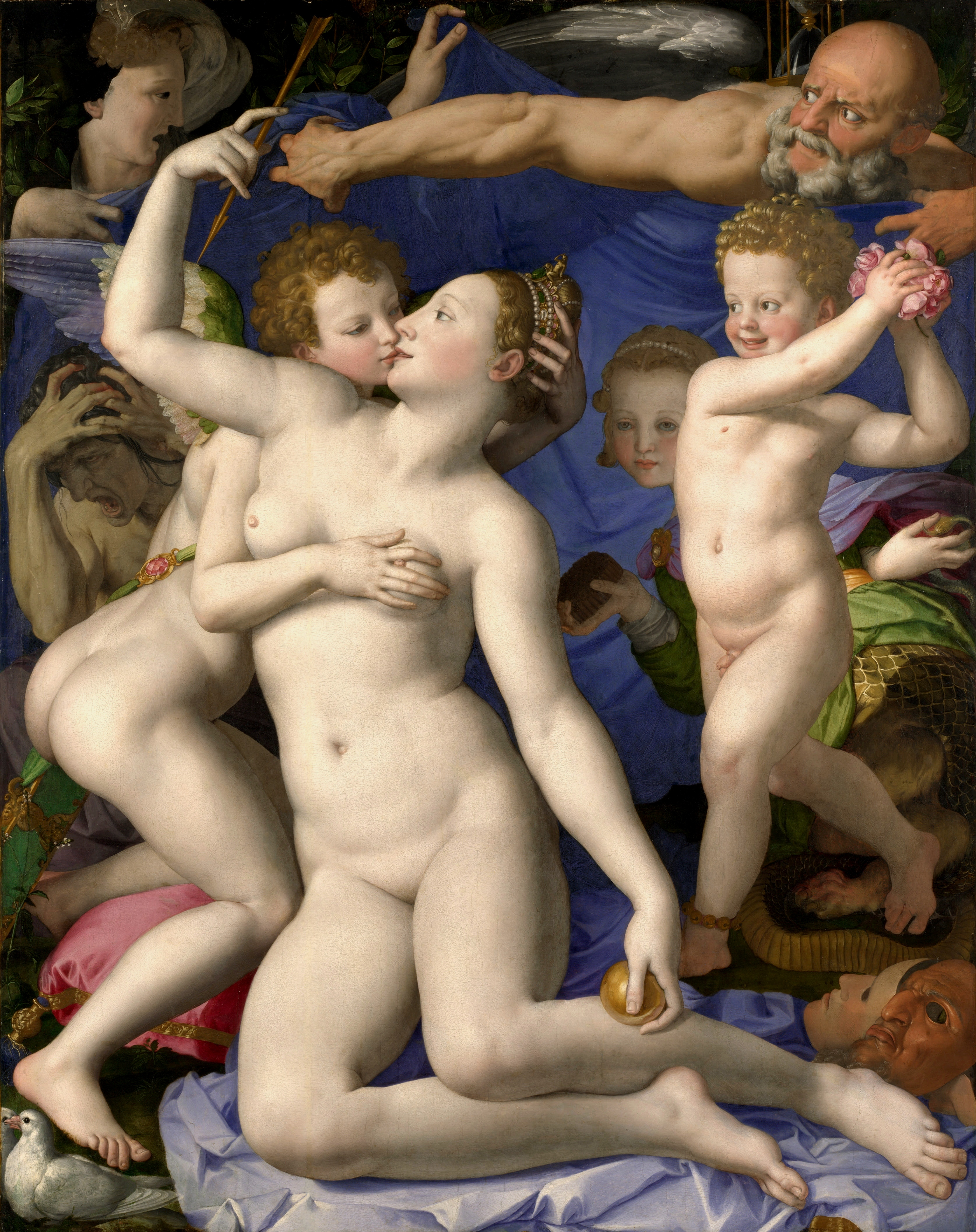
ونوس، کوپید، قباحت و زمان اثر انجلو برونزینو
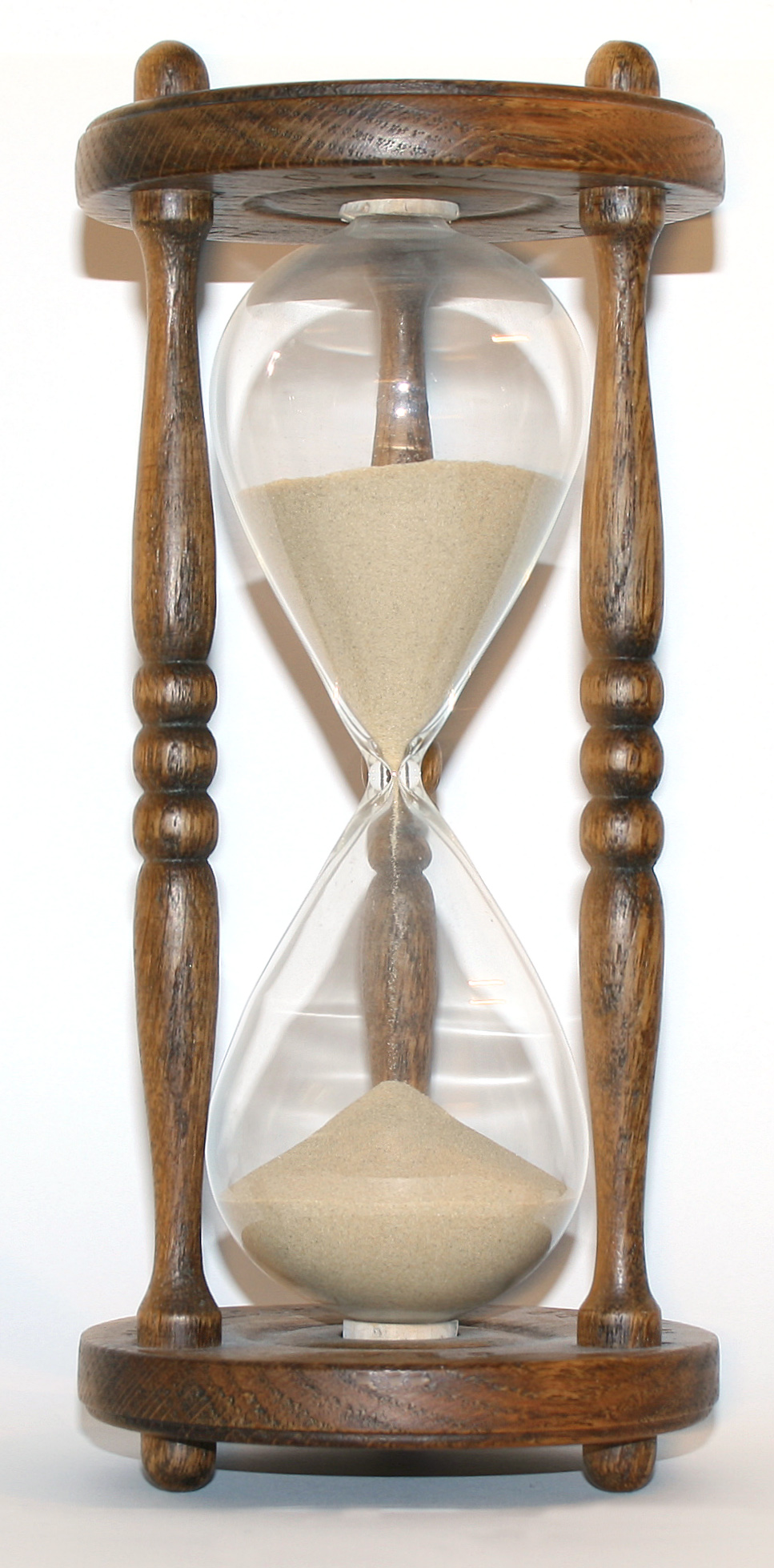
ساعت شنی